# 阿用鄉之鬼
阿用鄉之鬼（日语：あよのさとのおに）乃日本古籍《出雲國風土記》裡大原郡阿用鄉傳說的食人鬼怪，其實此鬼並無名，但書中以「目一鬼（（日語）まひとつおに）」記述。依照考據，這是現存日本古籍中最早留下文字記錄的鬼。
「阿用鄉」位於今日島根縣雲南市境內，雖然官方已不用此名，但該市大東町仍保留上阿用、下阿用、東阿用、西阿用等地名。

## 概要

### 故事原文
阿用鄉位於大原郡郡衙東南方13里80步（里、步皆為尺貫法之長度單位，換算後約合6公里），古代傳說有農人在此處之山田耕作，突然目一鬼出現並將農人之子吃掉。父母見狀趕緊跑進竹林裡躲藏，竹葉晃動，被吃掉的兒子發出「動動（古日語音為『啊唷、啊唷』）」，故云「阿欲（（日語）あよ）」。神龜3年地名改成「阿用」。

### 解說
根據「目一鬼」這種特殊的五官特徵，有人認為阿用鄉之鬼和鍛冶之神天目一箇神有所關連。由於古代出雲國區域盛行金屬加工業，觀察加熱火侯時常單睜一隻眼，故從事鍛冶加工的職業病就是單眼失明。所以後世將天目一箇神奉為鍛冶神，也據此引發對「目一鬼」的聯想。此外，雖然男人加入鍛冶業者較多，不過從原文並無法明確判斷此鬼之性別。
江戶時代起出現的「獨眼小僧（（日語）一つ目小僧）」、「唐傘小僧」等獨眼妖怪，對人畜無害，並不會造成威脅。反之古代相傳會吃人的獨眼妖怪「野馬 (日本妖怪)（（日語）のうま）」，流傳在島根縣邑智郡日貫、石見等地，與雲南市阿用多少有一點地緣關係。
在古日語中，「動搖、晃動」是「あよぐ」。當農夫的兒子被鬼吃下、發出「啊唷、啊唷」的哀號，形成了阿用鄉地名的起源。另外日本人將2月8日和12月8日稱作「事八日（（日語）ことようか）」，也是起源於獨眼妖怪的傳說。據說此二日須備妥一根竹竿，前方掛著帶目的竹筐、柊樹樹枝，如此一來便能避開獨眼妖怪；這也和關東地方流傳的箕借婆（（日語）箕借り婆）傳說共通。

## 內部連結
- 出雲國風土記

## 外部連結
- （日語）お話歳時記：阿用の一つ目鬼 （页面存档备份，存于）